# Jaime Castrillón
Jaime Alberto Castrillón Vásquez (Puerto Nare, Antioquia, Colombia, 5 de abril de 1983) es un exfutbolista colombiano. Jugaba como mediocampista y se retiró en el Atlético Bucaramanga de Colombia.

## Trayectoria
A comienzos de 2008, luego de haber acordado su llegada a Arsenal de Sarandí, con un contrato que lo vinculaba por tres años con el club, Castrillón abandonó la concentración del equipo, porque los dirigentes cometieron una gran falta de respeto hacia él, tal que nunca se acercaron para concretar su pago. 

"Lo que hizo Castrillón es una falta de respeto. Arsenal tenía la plata para depositar el porcentaje del pase, pero de la noche a la mañana el jugador desapareció." Gustavo Alfaro.

Luego de quedar subcampeón en 2008 del Torneo Finalización con el Independiente Medellín, en el 2009 es trasferido al fútbol de China, concretamente al club Shanghái Shenxin de la segunda división. Para 2010 es contratado por Once Caldas como refuerzo para la Copa Libertadores 2010. Luego de conquistar el título de campeón del Torneo Finalización 2010, se marcha de nuevo para el Independiente Medellín para la temporada 2011.
En el 2012 se había dicho sobre su llegada a Millonarios Fútbol Club pero luego se retractó y aceptó la propuesta para jugar en la MLS con Colorado Rapids, en un partido de pretemporada anota su primer gol con el Colorado Rapids (gol no oficial). En la segunda fecha de la MLS, marca su primer gol oficial con el club de Colorado. En la derrota de su equipo 2 a 1 frente al New England Revolution anota su segundo gol del año, curiosamente el gol de la victoria del New England lo anotó Fernando Cardenas (colombiano). Frente al FC Dallas, en la fecha siguiente, anota el gol de la victoria poniendo el único gol del partido, siendo su tercer gol de la temporada.
Frente al Montreal Impact, anota el gol de la victoria de su equipo en el 3 a 2 al minuto 83.
En la fecha 18 de la MLS, anota su quinto gol del certamen, anotando el 1 a 0 del 3 a 0 final en la victoria del Colorado Rapids. Anota su sexto gol del año en la derrota 3 a 2 del Rapids sobre el FC Dallas, donde por el Dallas anotaron sus compatriotas Fabián Castillo, Jair Benítez y David Ferreira. Frente al Portland Timbers anota su séptimo gol del año, este fue el 3 a 0 definitivo. El 30 de septiembre de 2012 anota su octavo gol al minuto 16, en un partido frente a LA Galaxy, el partido terminaría con marcador de 1 a 1.

## Selección nacional
Con la Selección Colombia hizo parte del equipo que logró el tercer lugar en la Copa Mundial de Fútbol Juvenil de 2003 disputada en los Emiratos Árabes Unidos. Y con la selección absoluta disputó la Copas América de 2004 y 2007, la Copa Oro 2005 y las eliminatorias a Alemania 2006 y Sudáfrica 2010 Ha sido internacional con el equipo de mayores en 29 ocasiones, marcando cuatro goles.

### Participaciones enCopas del Mundo
| Mundial                     | Sede                   | Resultado    | PJ | GA | Asis |
| --------------------------- | ---------------------- | ------------ | -- | -- | ---- |
| Copa Mundial Sub-20 de 2003 | Emiratos Árabes Unidos | Tercer lugar | 7  | 3  | 0    |

### Participaciones enCopas América
| Copa América           | Sede                   | Resultado              | PJ | GA | Asis |
| ---------------------- | ---------------------- | ---------------------- | -- | -- | ---- |
| Copa América 2004      | Perú                   | Cuarto lugar           | 2  | 0  | 0    |
| Copa América 2007      | Venezuela              | Fase de grupos         | 2  | 2  | 0    |
| Total en Copas América | Total en Copas América | Total en Copas América | 4  | 2  | 0    |

### Participaciones enEliminatorias al Mundial
| Eliminatoria                            | Sede del Mundial       | Posición               | Resultado              | PJ                                 | GA | Asis |
| --------------------------------------- | ---------------------- | ---------------------- | ---------------------- | ---------------------------------- | -- | ---- |
| Eliminatorias Mundial de Alemania 2006  | Alemania               | 6°lugar 24pts          | Eliminado              | 0 (una convocatoria como suplente) | 0  | 0    |
| Eliminatorias Mundial de Sudáfrica 2010 | Sudáfrica              | 7°lugar 23pts          | Eliminado              | 4                                  | 0  | 0    |
| Total en Eliminatorias                  | Total en Eliminatorias | Total en Eliminatorias | Total en Eliminatorias | 4                                  | 0  | 0    |

### Participaciones enCopas Oro
| Copa Oro      | Sede           | Resultado   | PJ | GA | Asis |
| ------------- | -------------- | ----------- | -- | -- | ---- |
| Copa Oro 2005 | Estados Unidos | Semifinales | 4  | 1  | 0    |

### Goles internacionales
| # | Fecha                | Lugar                               | Rival          | Gol | Resultado | Competición       |
| - | -------------------- | ----------------------------------- | -------------- | --- | --------- | ----------------- |
| 1 | 17 de julio de 2005  | Reliant Stadium, Estados Unidos     | México         | 1-0 | 2-1       | Copa de Oro 2005  |
| 2 | 2 de julio de 2007   | José Encarnación Romero, Venezuela  | Argentina      | 2-3 | 2-4       | Copa América 2007 |
| 3 | 5 de julio de 2007   | Metropolitano de Lara, Venezuela    | Estados Unidos | 1-0 | 1-0       | Copa América 2007 |
| 4 | 22 de agosto de 2007 | Sporting Goods Park, Estados Unidos | México         | 1-0 | 1-0       | Amistoso          |

## Clubes
| Club                   | País                | Año                 | Partidos | Goles |
| ---------------------- | ------------------- | ------------------- | -------- | ----- |
| Independiente Medellín | Colombia            | 2003 - 2008         | 241      | 42    |
| Shanghái Shenxin       | China               | 2009                | 17       | 3     |
| Once Caldas            | Colombia            | 2010                | 38       | 7     |
| Independiente Medellín | Colombia            | 2011                | 39       | 11    |
| Colorado Rapids        | Estados Unidos      | 2012 - 2014         | 48       | 9     |
| Jacksonville Armada    | Estados Unidos      | 2015                | 28       | 3     |
| Atlético Bucaramanga   | Colombia            | 2016                | 23       | 5     |
| Total en su carrera    | Total en su carrera | Total en su carrera | 434      | 80    |

## Palmarés

### Campeonatos nacionales
| Título              | Club                   | País     | Año  |
| ------------------- | ---------------------- | -------- | ---- |
| Torneo Apertura     | Independiente Medellín | Colombia | 2004 |
| Torneo Finalización | Once Caldas            | Colombia | 2010 |